# District de Jalore
Le district de Jalore est un district de l'état du Rajasthan en Inde.